# Agrostis imberbis
Agrostis imberbis é uma espécie de gramínea do gênero Agrostis, pertencente à família Poaceae.